# Nelson Saúte
Nelson Saúte (Maputo, 26 février 1967) est un écrivain et professeur de sciences de la communication mozambicain.
Il étudia les sciences de la communication à la Nouvelle université de Lisbonne et a travaillé pour le magazine Tempo, pour le magazine  Notícias, pour la Rádio Moçambique et pour la Televisão de Moçambique.

## Œuvres
- O apóstolo da desgraça. Lisboa, Publicações Dom Quixote, 1996
- Os Narradores da Sobrevivência. Lisboa, Publicações Dom Quixote, 2000

### Anthologies
- Antologia da Nova Poesia Moçambicana: 1975-1988. Fátima Mendonça. Maputo, Association des écrivains mozambicains, 1989
- A Ilha e Moçambique pela voz dos poetas.António Sopa. Lisboa, Edições 70, 1992.
- As Mãos dos Pretos. Lisboa, Publicações Dom Quixote, 2001[1]